# Einar Torgersen
Einar Torgersen (Drammen, 24 agosto 1886 – Drammen, 9 settembre 1946) è stato un velista norvegese, vincitore della medaglia d'argento nella classe 6 metri a Anversa 1920 a bordo dell'imbarcazione Marmi II insieme a Leif Erichsen e Andreas Knudsen.

## Palmarès
- Giochi olimpici

Anversa 1920: argento nella classe 6 metri.